# Coiffy-le-Haut
Coiffy-le-Haut là một xã thuộc tỉnh Haute-Marne trong vùng Grand Est đông bắc nước Pháp. Xã này nằm ở khu vực có độ cao trung bình 248 mét trên mực nước biển.